# Awakening (INIのアルバム)
『Awakening』（アウェイクニング）は、日本の男性アイドルグループINIの1枚目のアルバム。2022年12月14日にLAPONEエンタテインメントより発売。

## 概要
本作には、「新たな自分を自覚した瞬間、輝く」というさらに前へ進んでいく変化と拡張のメッセージが込められている。
タイトル曲の「SPECTRA」を含む新曲5曲と、デビューシングル『A』から3rdシングル『M』までの表題曲や収録曲で構成され、通常盤にはINIが誕生したオーディション番組『PRODUCE 101 JAPAN SEASON2』のテーマ曲でINIの原点ともいえる「Let Me Fly ～その未来へ～」を新たにメンバー11人で再収録したINIバージョンが収録されている。
本作ではINI初のFC限定盤が加わり、全4形態（初回限定盤A、初回限定盤B、通常盤、FC限定盤）で展開されている。

## リリースまでの略歴
- 2022年10月13日、アルバムのリリースが発表された[4]。
- 2022年11月28日、表題曲『SPECTRA』の音楽配信開始およびミュージックビデオが公開された[5]。
- 2022年12月1日、メンバー11人が11都市に分かれて行うキャンペーン「#INI_Awakeningアルバムキャンペーン」を実施[6]。
- 2022年12月7日、収録曲『Dramatic』の音源配信開始およびパフォーマンスビデオが公開された[7]。
- 2022年12月10日、収録曲『Do What You Like』がラジオ番組「From INI」で初解禁された。
- 2022年12月12日、各サブスクリプションにてアルバム全曲音源配信開始[8]。
- 2022年12月14日、発売。

## 収録曲

### 初回限定盤A
CD+DVD（特典映像：Awakening Camp #1）
1. SPECTRA (3:14)
作詞：STAINBOYS, NU' MAKER, Andreas Ohm, Darly, Ayano Hikita, 西洸人
作曲：STAINBOYS, NU' MAKER, Andreas Ohm
編曲：STAINBOYS, NU' MAKER
振付：AP:SORR(FREEMIND)
2. Dramatic (3:10)
作詞：Andreas Oberg, Ninos Hanna, YHANAEL
作曲：KZ, Kim Tae Yeoung, HONEYSWEAT, Andreas Oberg, Ninos Hanna
編曲：KZ, Kim Tae Yeoung, HONEYSWEAT
振付：ReiNa
3. BAD BOYZ (2:59)
作詞：Kevin_D (D_answer), KOMORI TAISHI[10], MINAMI
作曲：Kevin_D (D_answer), Rayker Dane (D_answer)
編曲：Kevin_D (D_answer), Rayker Dane (D_answer)
振付：TEAM SAME
4. Do What You Like (3:27)
作詞：mia, HYUNSEONG
作曲：oiaisle, John OFA Rhee, BYMORE
編曲：BYMORE, John OFA Rhee
振付：Kyo
5. Runaway (3:02)
作詞：Jinli (Full8loom), GUNHEE (Full8loom), YHANAEL, 田島将吾
作曲：Gloryface (Full8loom), Jinli (Full8loom), Bang Geonwoo (Full8loom), GUNHEE (Full8loom)
編曲：Gloryface (Full8loom, Bang Geonwoo (Full8loom)
6. Brighter (3:32)
作詞：STAINBOYS, Moon Kim
作曲：Moon Kim, STAINBOYS
編曲：STAINBOYS[11]
振付：TEAM SAME
Moon Kimはロックバンド・Royal Piratesのメンバー。GOT7、SF9、キム・ウソクなど多数のK-POPアイドルに楽曲提供を行っている[12]。
  - KOSÉ 「米肌 肌潤モイスチャーインWクレンズ」米肌 Wクレンズ編 CMソング[13]
7. We Are (3:31)
作詞: Jinli (Full8loon) 、宮川依恋[14]、STAYNBOYS
作曲: Gloryface (Full8loon)、Jinli (Full8loon)
編曲: Gloryface (Full8loon)
振付: We Dem Boyz
JinliとGloryface (Full8loon)は、PRODUCE 101 JAPAN SEASON2のオリジナル楽曲「Let Me Fly ～その未来へ」や「A.I.M (Alive In My Imagination)」、STAINBOYSはJO1の「伝えられるなら」や「Dreaming Night」を手掛けている。
8. Mirror (3:29)
作詞: NU'MAKER, STAINBOYS, mia, HYUNSEONG, MUSTardSEED
作曲: STAINBOYS, NU'MAKER
編曲: STAINBOYS
9. Password (3:00)
作詞: Kevin D (D_answer), STAINBOYS, MINAMI, KAMIHATE
作曲: Kevin D (D_answer), Rayker Dane (D_answer)
編曲: Kevin D (D_answer), LUZY (D_answer), Rayker Dane (D_answer)
振付: AP:SORR(FREEMIND)
10. CALL 119 (3:15)
作詞: Kevin D (D_answer)[15]、DR.J (D_answer)、Mahiro[16]
作曲: Kevin D (D_answer)、LUZY (D_answer)、DR.J (D_answer)
編曲: Kevin D (D_answer)、LUZY (D_answer)
振付: TEAM SAME
Kevin DをはじめLUZY、DR.J （D_answer)は、Allart entertainment所属のガールズグループ「PIXY」のプロデューサーを務め、楽曲制作も手掛けている。
11. Rocketeer (3:07)
作詞：Bull＄EyE, Ondine, MonkeyVegas, STAINBOYS[11], MINAMI
作曲：Bull$EyE, MonkeyVegas, Ondine
編曲：Bull$EyE, MonkeyVegas
振付：Sorr & Jungwan Yu (FREEMIND) - 『PRODUCE 101 JAPAN SEASON2』デビュー評価曲『ONE』振付師であり、MONSTA X、ASTROなど韓国のグループの振付も担当。
Bull＄EyEはIZ*ONEの「OPEN YOUR EYES」や「Pretty」、STAINBOYSはJO1の「MONSTAR」や「Be With You (足跡)」、「伝えられるなら」、「Dreaming Night」、
MINAMIはJO1の「ICARUS」を手掛けている。

### 初回限定盤B
CD＋DVD（特典映像：Awakening Camp #2）
1. SPECTRA (3:14)
2. Dramatic (3:10)
3. BAD BOYZ (2:59)
4. Do What You Like (3:27)
5. Runaway (3:02)
6. Brighter (3:32)
7. We Are (3:31)
8. Mirror (3:29)
9. Password (3:00)
10. CALL 119 (3:15)
11. Rocketeer (3:07)

### 通常盤
CD＋sticker
1. SPECTRA (3:14)
2. Dramatic (3:10)
3. BAD BOYZ (2:59)
4. Do What You Like (3:27)
5. Runaway (3:02)
6. Brighter (3:32)
7. We Are (3:31)
8. Mirror (3:29)
9. Password (3:00)
10. CALL 119 (3:15)
11. Rocketeer (3:07)
12. Let Me Fly〜その未来へ〜(INI Ver.) (4:15)
2021年に放送されたオーディション番組『PRODUCE 101 JAPAN SEASON2』のテーマ曲。INIのメンバーで新たに再収録した。
作詞：中村彼方
作曲：Glory Face (Full8loon), Jinli (Full8loon), yuka (Full8loon), HARRY (Full8loon)
編曲：Gloryface (Full8loom), yuka (Full8loom), HARRY (Full8loom)

### FC限定盤
FC限定盤（CD+sticker+メンバーソロジャケット）
池﨑理⼈、尾崎匠海、木村柾哉、後藤威尊、佐野雄大、許豊凡、髙塚大夢、田島将吾、西洸人、藤牧京介、松田迅の11形態。
1. SPECTRA (3:14)
2. Dramatic (3:10)
3. BAD BOYZ (2:59)
4. Do What You Like (3:27)
5. Runaway (3:02)
6. Brighter (3:32)
7. We Are (3:31)
8. Mirror (3:29)
9. Password (3:00)
10. CALL 119 (3:15)
11. Rocketeer (3:07)
12. Let Me Fly〜その未来へ〜(INI Ver.) (4:15)

## チャート成績

### オリコン
- オリコンデイリーアルバムランキング（2022年12月13日、12月14日、12月15日、12月16日、12月17日、12月18日、12月19日付）で1位。

| 日付             | 順位 | 推定売上枚数 | 備考   |
| ---------------- | ---- | ------------ | ------ |
| 2022年12月13日付 | 1位  | 194,259枚    | [ 20 ] |
| 2022年12月14日付 | 1位  | 12,124枚     | [ 21 ] |
| 2022年12月15日付 | 1位  | 8,839枚      | [ 22 ] |
| 2022年12月16日付 | 1位  | 7,424枚      | [ 23 ] |
| 2022年12月17日付 | 1位  | 10,950枚     | [ 24 ] |
| 2022年12月18日付 | 1位  | 6,973枚      | [ 25 ] |
| 2022年12月19日付 | 1位  | 1,791枚      | [ 26 ] |

- オリコン週間アルバムランキング（2022年12月26日付）で1位[27]。
- オリコン週間合算アルバムランキング（2022年12月26日付）で1位[28]。換算売上ポイントは246,432PT。
- オリコン月間アルバムランキング（2022年12月）で1位[29]。推定売上枚数は266,046枚。

### Billboard JAPAN
- Billboard JAPAN ダウンロード・アルバム集計速報（2022年12月12日～12月14日）で首位[30]。ダウンロード（DL）数は2,342。
- Billboard JAPAN アルバムセールス集計速報（2022年12月12日～12月14日）で首位[31]。売上は250,152枚。